# Mociu
Mociu es una comuna de Rumania, en el distrito de Cluj. Su población en el censo de 2002 era de 3.494 habitantes.